# Meister der Wurzacher Tafeln

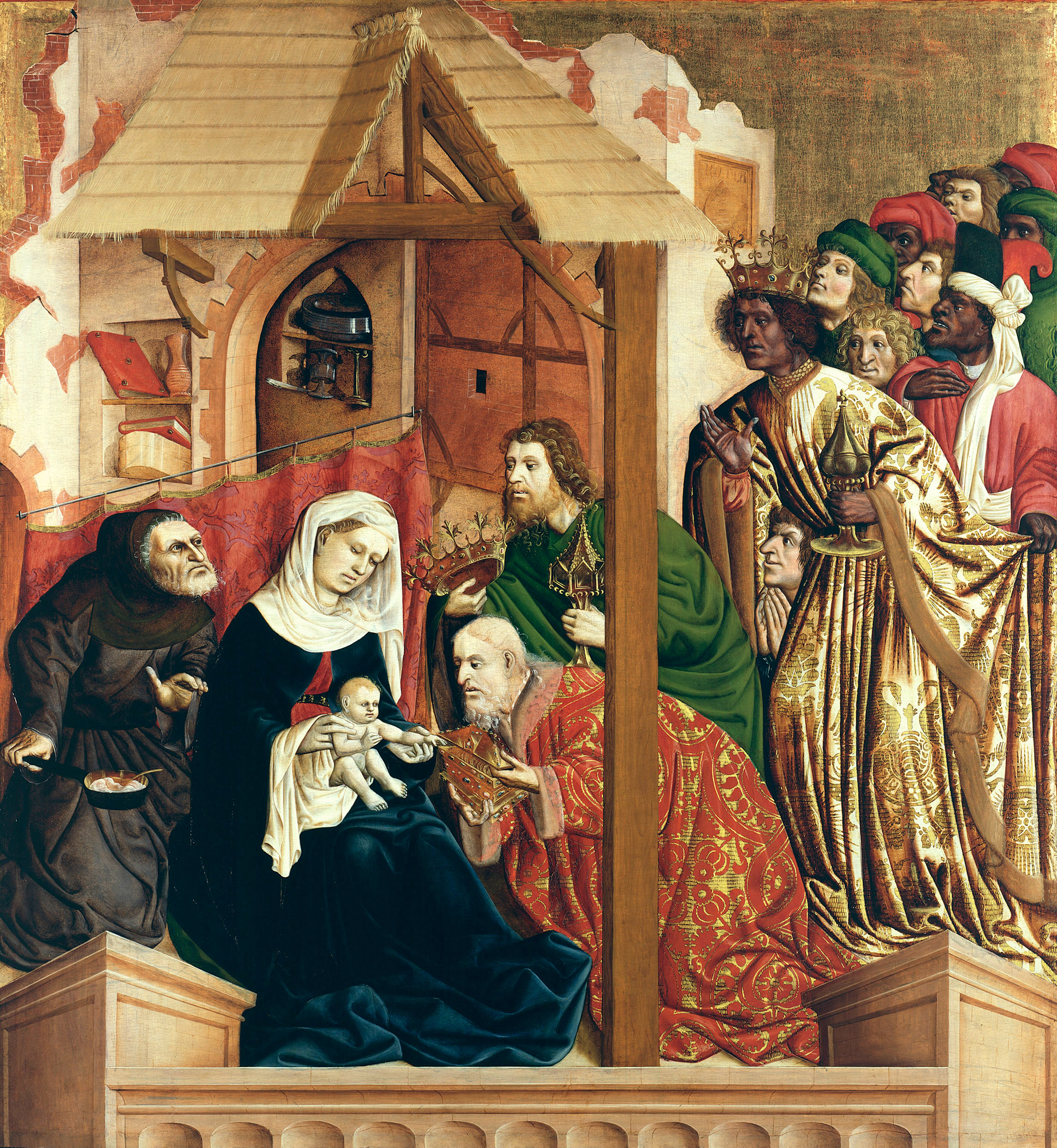
Meister der Wurzacher Tafeln: Anbetung der Könige (Wurzacher Passionsaltar, rechter Außenflügel), Ulm, um 1437

Als Meister der Wurzacher Tafeln wird der namentlich nicht sicher bekannte schwäbische Maler bezeichnet, der die Bilder des  1437 vollendeten Landsberger Retabels, des sogenannten Wurzacher Altars gemalt hat. Er war in Ulm tätig.
Vom ursprünglichen Altar sind nur noch zwei Flügel mit je vier Darstellungen des Marienlebens und der Passion Christi erhalten. Der Altar ist von Hans Multscher zweifach signiert, darunter einmal auf der Basis mit einer Inschrift, die den Altar als ein Werk von hanssen muoltscheren vo(n) riche(n)hofe(n) burg(er) ze ulm auszeichnet. Es wird daher vermutet, dass Multscher den Altar plante, einen vertraglich festgelegten Teil der geschnitzten Figuren des heute verlorenen Mittelteils erstellte und dann Mitarbeiter seiner Werkstatt bei der weiteren Arbeit und Fertigstellung anleitete. Es wird weiter vorgeschlagen, dass er sogar auch die Malarbeiten ausführte.
Die Bilder des Altars gelten als eine der schönsten Schöpfungen der altdeutschen Malerei des 15. Jahrhunderts. Die Frage, ob Hans Multscher auch wirklich der Maler der Tafeln war, bleibt allerdings umstritten.
Die Wurzacher Tafeln befinden sich heute in der Berliner Gemäldegalerie. Es sind dies:
- Vier Szenen des Marienlebens:
  - Die Geburt Christi
  - Die Anbetung der Hl. Drei Könige
  - Die Ausgießung des Hl. Geistes
  - Der Tod Mariae
- Vier Szenen aus der Passion Christi:
  - Christi Gebet am Ölberg
  - Christus vor Pilatus
  - Die Kreuztragung
  - Die Auferstehung Christi